# دلی به‌دست آر
دلی به‌دست آر نام سیزدهمین قسمت مجموعه تلویزیونی لاست (گمشده) است.

## داستان
در این قسمت شانون با سعید جراح رابطهٔ احساسی برقرار می‌کند و بون از آنجا که این خواهر و برادر در گذشته با هم ارتباطاتی داشته‌اند و به هم وابسته بودند ناراحت می‌شود و گذشته را به خاطر می‌آورد، که البته در آخر متقاعد می‌شود که شانون انسانی مستقل و آزاد است.